# Dorothy McKim
Dorothy McKim (Los Angeles, 8 de novembro de 1961) é uma produtora cinematográfica americana da Disney. Como reconhecimento, foi nomeada ao Oscar 2014 na categoria de Melhor Animação em Curta-metragem por Get a Horse!.